# تأثير خفض الإنفاق على الطرق
تأثير خفض الإنفاق على الطرق هي ظاهرة استخدام وتقدير الميزات الملائمة لذوي الإعاقة من قِبل فئة أكبر من الأشخاص الذين صُممت لهم. سُميت هذه الظاهرة بهذا الاسم نسبةً إلى قطع الرصيف. – منحدرات مصغرة تتكون من أجزاء من الرصيف، صُممت هذه الحواجز في البداية لتسهيل وصول الكراسي المتحركة في أماكن محددة، ولكنها لاقت استحسانًا أيضًا من قِبل الأشخاص الذين يدفعون عربات الأطفال أو العربات أو الأمتعة. أصبحت الحواجز الجانبية الآن منتشرة في كل مكان، ولم تعد تُعتبر ميزةً تُتيح الوصول لذوي الإعاقة. ومن الأمثلة الأخرى سماع الأشخاص الذين يستخدمون الترجمة التلفزيونية المغلقة.

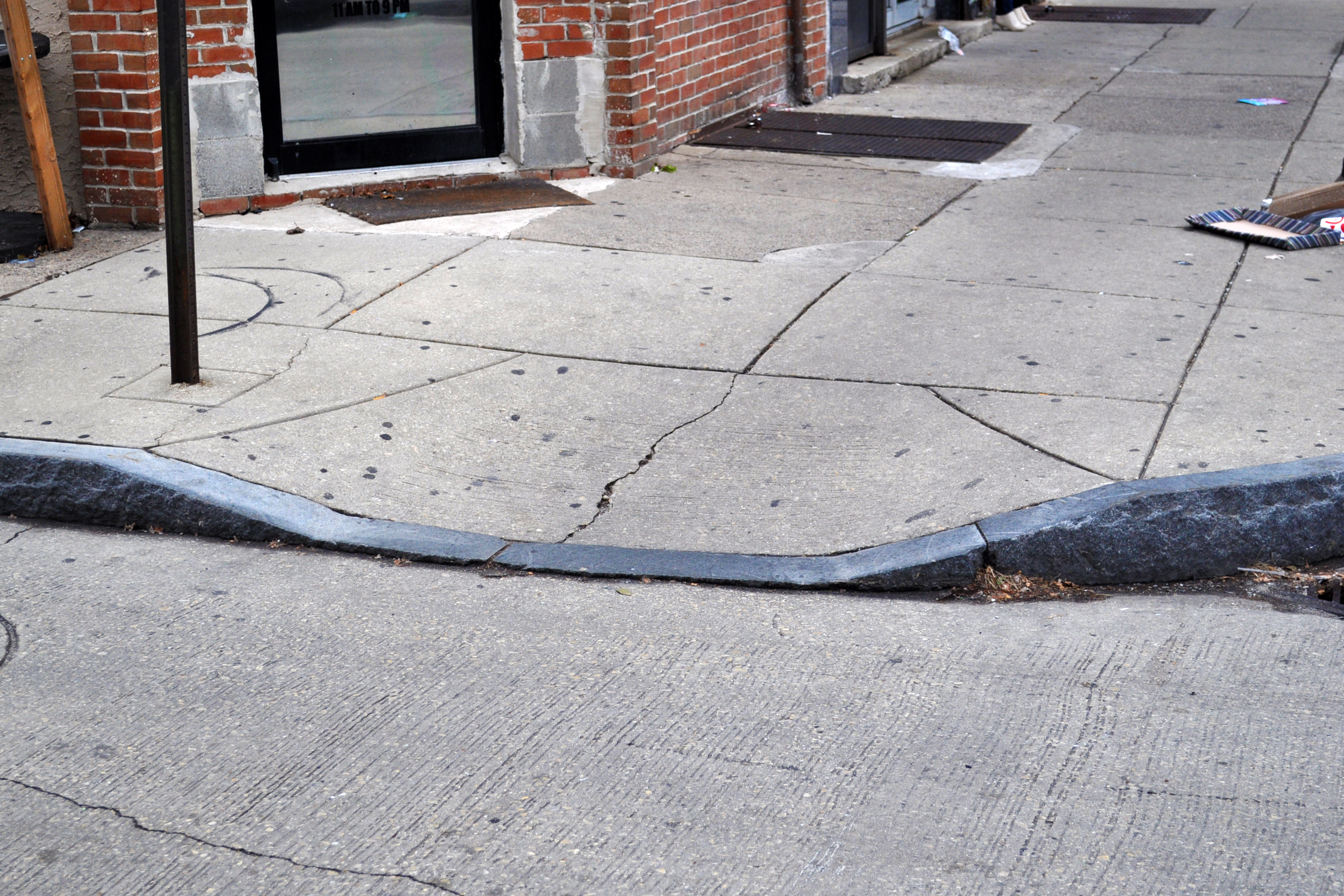
قطع الرصيف

تأثير قطع الرصيف هو جزء من التصميم الشامل، وهو التصميم الهادف للبيئة بحيث تكون متاحة لجميع الأشخاص بغض النظر عن القدرة أو الإعاقة. يختلف تأثير قطع الرصيف قليلاً عن التصميم الشامل حيث أن ظاهرة قطع الرصيف غالبًا ما تكون غير مقصودة وليست هادفة، ولكنها تؤدي إلى نتيجة مماثلة.

## الأمثلة
فيما يلي بعض الأمثلة على تأثير قطع الرصيف.
- الترجمة المغلقة المستخدمة من قبل الأشخاص الذين يسمعون.[3]
- ميزات إمكانية الوصول إلى الألعاب في ألعاب الفيديو التي يستخدمها اللاعبون غير المعاقين.[6]
- تطبيقات تحويل النص إلى كلام التي يستخدمها الأشخاص الذين لا يعانون من ضعف البصر أو البكم، سواء كبديل للتعليق الصوتي البشري أو لأغراض فنية (انظر فوكالويد).
- إشارات عبور المشاة المسموعة.
- رصف ملموس.

## تداعيات
أصبح تأثير خفض الرصيف ظاهرة بارزة مع اتساع نطاق تطبيق المجتمع لبيئات يسهل الوصول إليها وشاملة. تشمل آثار هذا التأثير زيادة الوعي بالتصميم الشامل لدى عامة الناس. وقد شجع استخدام العديد من الميزات المصممة أصلاً لتقليل العوائق أمام الأشخاص ذوي الإعاقة والاستمتاع بها من قبل أشخاص خارج الفئة المستهدفة الأولية على التصميم الشامل. تزيد تأثيرات خفض الرصيف من الفوائد الاقتصادية الناتجة عن تضمين العديد من تسهيلات الوصول في بيئة العمل. ومع ذلك، يؤدي هذا إلى إخضاع إمكانية الوصول لذوي الإعاقة للمزايا العامة، مما يؤدي إلى رفض التصميم الفردي للأشخاص ذوي الإعاقة.